# シグムント・ルート
シグムント・ルート（Sigmund Ruud、1907年12月30日 - 1994年4月7日）は1920年代後半から1930年代前半に活躍したノルウェーの元スキージャンプ選手。
ノルウェー南部のコングスベルグ生まれ。次弟ビルゲル、末弟アスビョルンとともに1920年代後半から1930年代のジャンプ界を席捲した。
1928年のサンモリッツオリンピックで銀メダルを獲得。1929年にポーランド・ザコパネで行われたノルディックスキー世界選手権では優勝、翌1930年地元オスロでの世界選手権でも銅メダルを獲得した。1932年レークプラシッドオリンピックでは7位入賞。1936年ガルミッシュ・パルテンキルヘンオリンピックではこの大会より採用のアルペン複合に出場、前半のダウンヒルで10位のタイムを記録したが後半のスラロームは棄権した。
シグムントは同僚のヤコブ・チューリン・タムスとともに第一次世界大戦後Kongsberger techniqueと呼ばれるジャンプスタイルを確立した。これは1950年代にDaescher techniqueが生まれるまでジャンプスタイルの標準とされていた。
1949年、シグムントは長年ジャンプ界に貢献してきたことに対し、ルート3兄弟の最後にホルメンコーレン・メダルを受賞した。皮肉にも彼だけがホルメンコーレンスキー大会での優勝は無い。